# Institució Catalana d'Història Natural
 (septembre 2015).
Si vous disposez d'ouvrages ou d'articles de référence ou si vous connaissez des sites web de qualité traitant du thème abordé ici, merci de compléter l'article en donnant les références utiles à sa vérifiabilité et en les liant à la section « Notes et références ».
L'Institució Catalana d'Història Natural (en français Institut Catalan d'Histoire Naturelle) (ICHN) est une entité culturelle fondée en 1899 à Barcelone par  Josep Maria Mas de Xaxars i Palet, Joan Baptista d'Aguilar-Amat i Banús, Joan Alzina i Melis, Francesc Badia i Guia, Josep Balcells i Mas, Josep Maluquer i Nicolau, Salvador Maluquer i Nicolau, Antoni Novellas i Roig, qui formaient à l'époque un groupe d'étudiants.

## Présentation
L'ICHN est une plate-forme interdisciplinaire qui promeut l'étude et la diffusion des connaissances des êtres et systèmes naturels à travers l'organisation de séances scientifiques, cours de biologie, remise de prix et de bourses d'études. Le Bulletin de l'Institution Catalane d'Histoire Naturelle, les "Mémoires" et les "Travaux" de l'Institution, sont, en sus de publications monographiques, les principaux ouvrages de ses membres. Quand éclata la guerre civile espagnole, l'institution se mit en sommeil et elle passa presque inaperçue jusque qu'à la reprise de ses activités en 1972. En 1987, elle comptait près d'un millier de membres, la plupart des professionnels des sciences naturelles. En 1999, l'institution a reçu la Croix de Saint-Georges.[réf. nécessaire]

## Présidents
- Antoni Novellas i Roig
- Francesc Novellas i Roig
- Bonaventura Pedemonte
- Eugeni Ferrer i Dalmau
- Norbert Font i Sagué
- Joaquim Maria de Barnola i Escrivà de Romaní
- Josep Maria Bofill i Pichot
- Francesc Español i Coll
- Jaume Pujiula i Dilmé (1925-1929)
- Pius Font i Quer (1931-1934)
- Joaquim Maluquer i Sostres (1976-1978)
- Oriol Riba i Arderiu
- Emili Tarré i Tarré
- Josep Maluquer i Nicolau
- Rafael Candel i Vila
- Ramon Folch i Guillèn (1986-1990)